# Macrophyes manati
Macrophyes manati är en spindelart som beskrevs av Antonio D. Brescovit 1993. Macrophyes manati ingår i släktet Macrophyes och familjen spökspindlar.
Artens utbredningsområde är Peru. Inga underarter finns listade i Catalogue of Life.